# Gadoria
Gadoria je monotipski biljni rod iz porodice trpučevki. Jedina vrsta je španjolski kritično ugroženi mediteranski endem G. falukei'. , dio potporodice Antirrhinoideae. Vrsta je kritično ugrožena, i poznata samo iz jedne kolonije, sa samo stotinu jedinki.

## Etimologija
Ime roda dolazi po lokalitetu gdje ta vrsta raste, Sierra de Gádor, dok je ime vrste došlo po njezinom otkrivaču poznatom kao "Faluke".

## Povijest roda
Ovu endemsku vrstu iz planina Almerije prije samo nekoliko godina otkrio je Francisco Rodríguez (također poznat kao "Faluke"), član Almería Naturalist Group. Službeno su ga 2017. opisali Jaime Güemes, koji je u to vrijeme bio kustos Botaničkog vrta, i Juan Mota, profesor na Sveučilištu Almería. Tijekom posljednjih nekoliko godina, istraživači su proveli veliku taksonomsku i filogenetsku studiju koja im je omogućila uključivanje ove nove vrste u također novi rod. Također su zaključili da je najbliža vrsta Asarina procumbens Mill., koja se nalazi u Pirenejima, te da bi nova vrsta mogla biti stara 7 milijuna godina.

## Opis
To je polugrm sa žutim cvjdetovima čije su stanište stijene donjeg dijela Sierra de Gádora.